# Peschiera del Garda
Peschiera del Garda település Olaszországban, Veneto régióban, Verona megyében. Lakosainak száma 10 961 fő (2023. január 1.). Peschiera del Garda Desenzano del Garda, Ponti sul Mincio, Pozzolengo, Valeggio sul Mincio, Castelnuovo del Garda és Sirmione községekkel határos.
A napóleoni háborúk és a Lombard–Velencei Királyság idején kiépült észak-itáliai osztrák erődrendszer, az ún. Erődnégyszög (Festungsviereck / Quadrilatero) egyik fő erődvárosa, Legnago, Mantova és Verona mellett.

## Népesség
A település népességének változása:
| Lakosok száma | 10 354 | 10 583 | 10 961 |
|               | 2015   | 2018   | 2023   |